# Somlójenő
Somlójenő è un comune dell'Ungheria di 313 abitanti (dati 2001). È situato nella contea di Veszprém.